# Championnat du monde masculin de curling 1981
Navigation
Édition précédente Édition suivante
Le Championnat du monde masculin de curling 1981, vingt-troisième édition du championnat du monde de curling, a eu lieu du 23 au 29 mars 1981 à London, au Canada. Il est remporté par la Suisse.